# Eupropolella
Eupropolella is een geslacht van schimmels uit de familie Calloriaceae. De typesoort is Eupropolella vaccinii.

## Soorten
Volgens Index Fungorum telt het geslacht acht soorten (peildatum maart 2022):
| Soortnaam                                       | Auteur(s)                        | Publicatiejaar |
| ----------------------------------------------- | -------------------------------- | -------------- |
| Eupropolella arctostaphyli                      | E. Müll.                         | 1959           |
| Eupropolella arundinariae                       | (E.K. Cash) Dennis               | 1975           |
| Eupropolella britannica (Laurierkersbladstipje) | Greenh. & Morgan-Jones           | 1972           |
| Eupropolella celata                             | Graddon                          | 1977           |
| Eupropolella diapensiae                         | (Petr.) B. Erikss.               | 1970           |
| Eupropolella indica                             | Hande                            | 2010           |
| Eupropolella oxycocci                           | (Dearn. ex E.K. Cash) B. Erikss. | 1970           |
| Eupropolella vaccinii                           | (Rehm) Höhn.                     | 1917           |